# باروق
باروق شهری در جنوب شرقی استان آذربایجان غربی و مرکز شهرستان باروق است. 
این شهر در منطقه‌ای کوهستانی در ۱۲۷ کیلومتری جنوب شرقی ارومیه، و ۲۰‌ کیلومتری شرق میاندوآب قرار دارد. رودخانۀ قوروچای از کنار این شهر می‌گذرد. 
مردم این شهر به  زبان ترکی آذربایجانی تکلم می‌کنند.  شهرستان باروق از شمال با شهرستان مراغه، از شمال شرقی و شرق با شهرستان چاراویماق و از شمال غربی با شهرستان ملکان استان آذربایجان شرقی، از جنوب غرب با شهرستان میاندوآب و از شرق و جنوب شرقی هم با شهرستان شاهین دژ همسایه است.

## تاریخچه
باروق در تاریخ ۲۸ تیر ۱۳۸۳ تبدیل به شهر شد.
باروق تا سال ۱۳۷۰ جزو استان آذربایجان شرقی بود و در آخرین تقسیمات کشوری که در منطقه صورت گرفت به استان آذربایجان غربی منتقل شد. این شهرستان در تاریخ ۲۸ تیر ۱۴۰۰ از شهرستان میاندوآب جدا شد و مستقل گردید.

## جمعیت‌شناسی
بر اساس سرشماری مرکز آمار ایران در سال ۱۳۹۵، جمعیت این شهر ۱۱٬۵۷۵ نفر (۳٬۴۲۹ خانوار) بوده‌است. 
زبان ساکنان این شهر ترکی آذربایجانی و مذهب آن‌ها شیعه است. 